# La vie avec Dieu
La vie avec Dieu ("La vita con Dio", in russo Жизнь с Богом - Zizn’ s Bogom) fu una casa editrice fondata nel 1945. Avente sede a Bruxelles, pubblicò testi in lingua russa ed ebbe un ruolo significativo per la Diaspora russa della seconda emigrazione sovietica e per i molti autori che in patria furono messi all'indice. L'obiettivo principale della casa editrice era la pubblicazione di letteratura ortodossa e cattolica e la divulgazione dell’idea dell’unità dei cristiani.
(Stefano Caprio, Padre Romano Scalfi. Ritratto dello starets d’Occidente, Tempi, 31/01/2017)
Questi libri hanno lasciato una traccia significativa nello sviluppo spirituale e nel guadagnare la libertà religiosa e pubblica.
Di particolare importanza è stato il ruolo dell'editoria nella pubblicazione delle opere di Aleksandr Vladimirovič Men', un teologo e missionario della Chiesa ortodossa russa, autore di numerosi libri di carattere storico e catechistico.

## Fondazione
La casa editrice viene fondata grazie all'idea del cardinale Eugène Tisserant con finanziamenti della Santa Sede e la collaborazione con Comité belge de documentation religieuse pour l’Orient e Foyer Oriental Chretien guidati da una intellettuale russa Irina Posnova chi è diventata Il capo redattore. Nel comitato editoriale c'erano i cattolici Karol Kozine e Antonij Ilc, l'arciprete ortodosso Valent Romensky e il pastore pentecostale Aleksej Vasilieff.
Сon la casa editrice hanno lavorato a stretto contatto il clero e i membri della diaspora cattolica russa Aleksandr Evreinov, Andrei Apollon Katkoff, Boļeslavs Sloskāns ed altri.

## Onorificenze
Nel 1970 alla casa editrice fu assegnata la Croce pro Ecclesia et Pontifice.
Nel 1991, per la prima volta, la casa editrice aveva organizzato le mostre e le vendite della sua produzione a Mosca e a San Pietroburgo.

## Repertorio

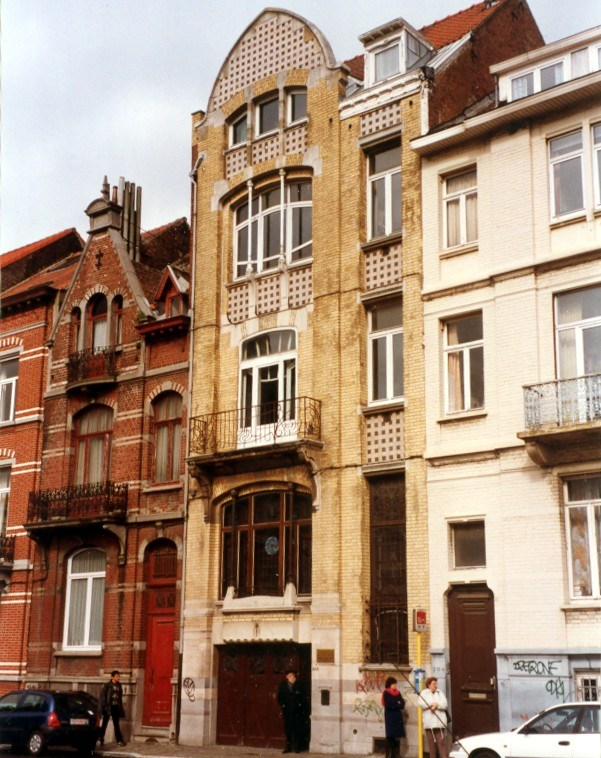
L'edificio dove si trovava la casa editrice a Bruxelles

Tra i libri pubblicati in russo i più noti sono:
- La Bibbia, un esempio di cooperazione interreligiosa, si basava sulla tradizionale versione russa sinodale dell'Antico e del Nuovo Testamento con la partecipazione dei teologi dell'Institut de théologie orthodoxe Saint-Serge di Parigi e della British Bible Society.
- Libri di Alexander Men Le fonti della religione e Gesù Maestro di Nazareth
- Libro di preghiere
- I fioretti di san Francesco
- San Agostino d'Ippona - Opere in 3 vol.
- San Giovanni di Kronštadt - La mia vita in Dio
- San Teofane il Recluso - La via della salvezza
- Opera omnia di Vladimir Sergeevič Solov'ëv
- Diverse edizioni di documenti del Concilio Vaticano II
- Giovanni Maria Vianney, Sermoni e lezioni del Catechismo
- Nikolaj Vasil'evič Gogol' Meditazioni sulla divina liturgia
- Romano Guardini - A proposito del Dio vivente, Conoscenza della fede
- Vjačeslav Ivanovič Ivanov - Varie opere, tra cui le Opere raccolte in 4 volumi
- Dmitrij Sergeevič Merežkovskij - Varie opere
- Nicodemo (metropolita di Leningrado), митр. Papa Giovanni XXIII
- Epistole papali di Leone XIII, Pio XI, Pio XII e Giovanni XXIII
- Joseph Ratzinger - Introduzione al cristianesimo
- Henryk Sienkiewicz - Quo vadis?
- Tommaso da Kempis - Imitazione di Cristo

In altre lingue:
- Doudko D. Je crie ma foi. — 1980. — 302 p.
- Ducarme J. Entretiens sur les ondes. — 1975. — 222 p.
- Fatima e la conversione della Russia. — 1957. — 32 p.
- Lotte antireligiosa in Russia. — [S. a.] — 72 p.
- Morren L. Dieu est libre et lie. — 1975. — 131 p.
- Pio XII et la Russie: Lettre apostolique «Sacro Vergente Anno». — 1952. — 38 p.
- Rupp C. Message ecclesial de Solowiew. — 1974. — 603 p.
- Rupp C. L’Oecumenisme: Wladimir Solowiew. — 1975. — 131 p.

## Biblioteca
Presso la casa editrice è stata creata una biblioteca intitolata al filosofo Vladimir Sergeevič Solov'ëv. I libri provenivano da tutta la diaspora russa, tra i quali c’era un'importante collezione della Chekhov Publishing House. In Italia la collezione completa si trova nella biblioteca dell'associazione Russia cristiana di Seriate.

## Progetto radiofonico per i credenti nell’URSS
Dal 1967 i dipendenti della casa editrice hanno messo in pista il programma di carattere religioso e culturale per gli radioascoltatori nell’URSS trasmesso sulla frequenza di "Radio Monte Carlo".